# Municipio de Jaunjelgava
El municipio de Jaunjelgavas (en Letón: Jaunjelgavas novads) es uno de los ciento diez municipios de Letonia, se encuentra localizado en el suroeste de dicho país báltico. Fue creado durante el año 2009 después de una reorganización territorial. La ciudad capital es la ciudad de Jaunjelgava.
El 1 de julio de 2021, el municipio de Jaunjelgava dejó de existir y su territorio se fusionó con el municipio de Aizkraukle.

## Ciudades y zonas rurales
- Daudzeses pagasts (zona rural)
- Jaunjelgava (ciudad con zona rural)
- Seces pagasts (zona rural)
- Sērenes pagasts (zona rural)
- Staburaga pagasts (zona rural)
- Sunākstes pagasts (zona rural)

## Población y territorio
Su población se encuentra compuesta por un total de 6.543 personas (2009). La superficie de este municipio abarca una extensión de territorio de 685 kilómetros cuadrados. La densidad poblacional es de 9,55 habitantes por cada kilómetro cuadrado.